# جون مكليود
جون جيمس ريكارد مكليود (بالإنجليزية: John James Richard Macleod)‏ ـ (6 سبتمبر 1876 ـ 16 مارس 1935) طبيب وعالم وظائف أعضاء اسكتلندي كندي، أحد مكتشفي هرمون الإنسولين، حصل على جائزة نوبل في الطب لعام 1923 مناصفة مع السير فردريك بانتنغ تقديراً لذلك الاكتشاف الذي مهد الطريق لنجاح الأطباء في علاج داء البول السكري.

## نشأته وحياته الأكاديمية
ولد مكليود في كلوني بمقاطعة بيرثشاير الاسكتلندية، وكان والده روبرت مكليود قساً. حصل على شهادة الطب سنة 1898 من جامعة أبردين، ثم عمل عاماً في جامعة لايبتزج، وفي سنة 1899 تم تعيينه معيداً بقسم علم وظائف الأعضاء في مدرسة الطب بجامعة لندن، وفي سنة 1902 عُيِّن مدرساً للكيمياء الحيوية في نفس المدرسة. وفي سنة 1903 تم تعيينه أستاذاً لعلم وظائف الأعضاء في الجامعة التي يطلق عليها اليوم جامعة كيس وسترن ريسرف بمدينة كليفلاند الأمريكية بولاية أوهايو. وفي سنة 1918 انتخب أستاذاً لعلم وظائف الأعضاء بجامعة تورنتو الكندرية، وفي سنة 1928 عاد مكليود إلى جامعة أبردين ليعمل أستاذاً للكرسي الملكي لعلم وظائف الأعضاء، حيث بقي حتى وفاته سنة 1935.

## أبحاثه
اهتم ملكيود في الأساس بدراسة أيض الكربوهيدرات، وأدت جهوده ـ مع فردريك بانتنغ وتشارلز بست ـ إلى اكتشاف هرمون الإنسولين الذي يستخدم في علاج داء البول السكري. وتقديراً لهذا الاكتشاف منح بانتنغ ومكليود ـ مناصفة ـ جائزة نوبل في الطب سنة 1923، وقد أعلن كثيرون ـ من بينهم بانتنغ ـ بعد الجائزة أن مساهمة مكليود في الاكتشاف كانت طفيفة وأن بست ـ الذي لم يمنح الجائزة ـ كان له دور جوهري فيه. إلا أن خطة مكليود البحثية، واقتراحه حقن خلاصة البنكرياس وريدياً في الكلاب منزوعة البنكرياس هو الذي أدى في النهاية إلى استخلاص الإنسولين. ويثور اليوم جدل حول محاولة بانتنغ وبست «محو» مكليود وزميله جيمس كوليب من كتب التاريخ. وقد أثار حصول مكليود على الجائزة على حساب بست آنذاك جدلاً أيضاً.

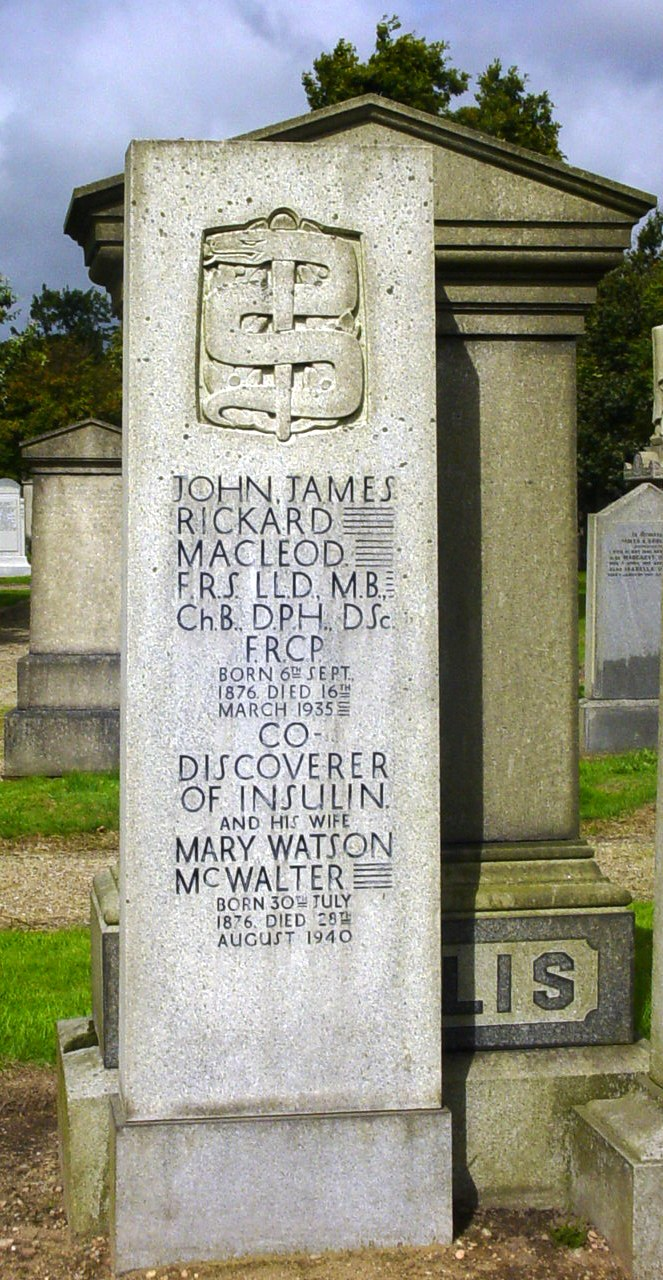
قبر ماكلويد وزوجته في مقبرة أبردين

اقتسم مكليود جائزته مع جيمس كوليب الذي ساعده فيما بعد في تنقية الإنسولين، كما اقتسم بانتنغ نصيبه المالي من الجائزة مع تلميذه وشريكه في أبحاثه تشارلز بست، الذي لم تشمله الجائزة بشكل رسمي لكونه طالباً في ذلك الحين.

## مؤلفاته
وضع مكليود 11 كتاباً، من بينها:
- التطورات الحديثة في علم وظائف الأعضاء (1905)
- البول السكري وفسيولوجيته المرضية (1925)
- أيض الكربوهيدرات والإنسولين (1926)

## وفاته
توفي مكليود في أبردين في 16 مارس 1935 ودفن في مقبرة ألينفيل بمدينة أبردين.

## تكريم اسمه
أطلق اسم جون مكليود على قاعة مبنى العلوم الطبية بجامعة تورنتو، كما أطلقت جمعية ديابيتس يو كي (جمعية البول السكري البريطانية) الخيرية المختصة بأبحاث البول السكري اسمه على مكاتبها في لندن تكريماً له.

## روابط خارجية
- جون مكليود على موقع الموسوعة البريطانية (الإنجليزية)
- جون مكليود على موقع إن إن دي بي (الإنجليزية)